# Macromitrium stoneae
Macromitrium stoneae là một loài rêu trong họ Orthotrichaceae. Loài này được Vitt & H.P. Ramsay mô tả khoa học đầu tiên năm 1985.